# Renault Midlum

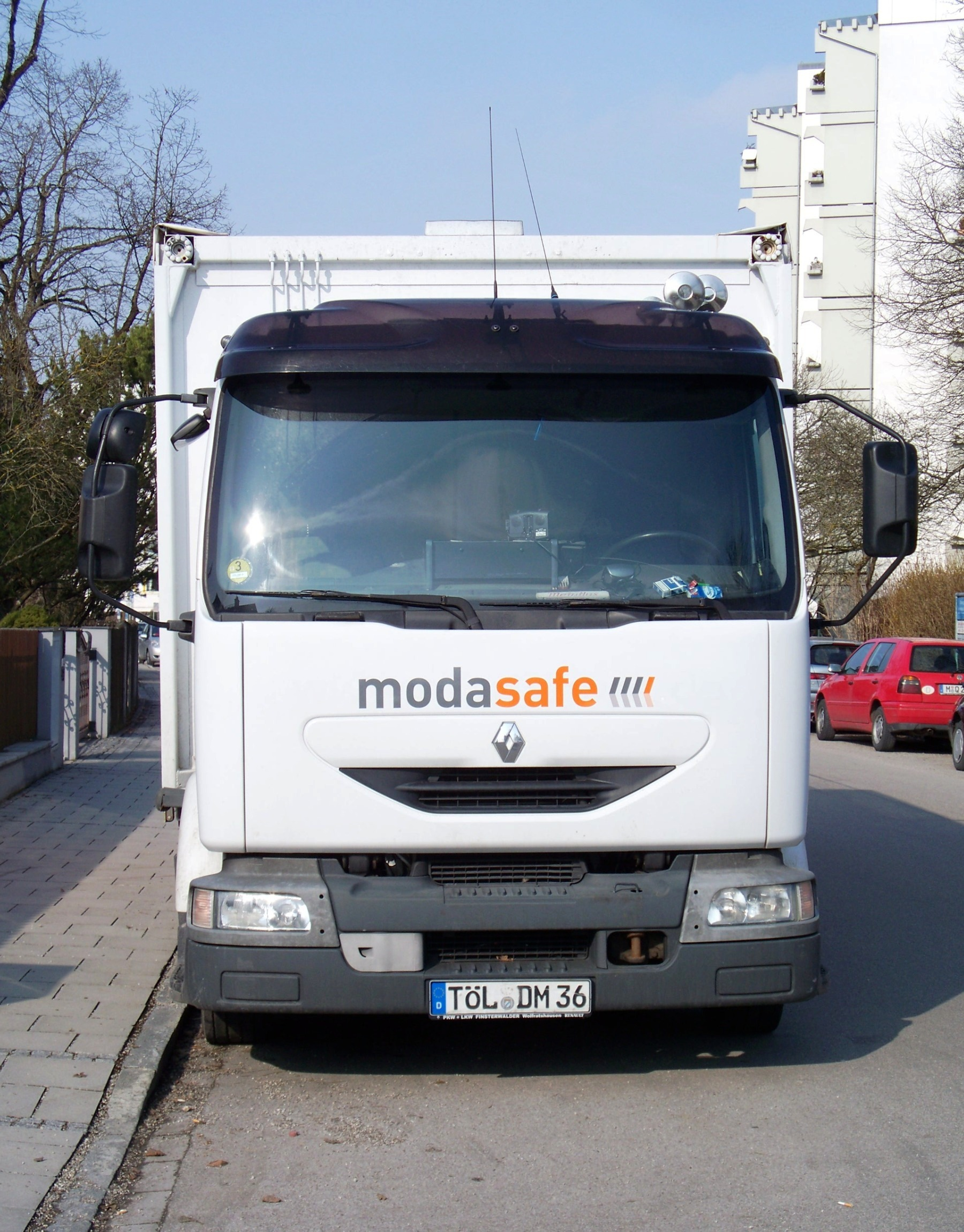
Renault Midlum vu de face (2011).

Le Renault Midlum est un camion de distribution fabriqué par Renault Véhicules Industriels (RVI) et disponible en version porteur et tracteur. Commercialisé de 1999 à 2014, il propose une large palette de PTAC comprise entre 7,5 et 18 tonnes.

## Cabines
Les Midlum sont équipés d'une cabine de 2,10 m de large et disponible en plusieurs longueurs :
- cabine Courte (L : 1,60 m), présentée comme adaptée à des usages urbains ;
- cabine Global (L : 2 m), polyvalente ;
- cabine 4 portes (L : 3,98 m), proposant 6 à 8 places.

Des cabines longues spécifiques sont disponibles pour les véhicules de pompiers (FPT et CCF).
La cabine du Midlum sert de base aux camions DAF LF et à partir de 2006 aux camions Volvo FL et FE. 
2006 est également l'année du restylage de la cabine avec une calandre plus « souriante » inspirée de la gamme Premium.

## Châssis
Pour répondre aux besoins d'une large clientèle, le Midlum bénéficie d'une gamme complète d'empattements.
- Châssis Medium : 3 070 à 4 700 mm ;
- Châssis Heavy : 3 500 à 6 800 mm ;
- Châssis 4x4 Light : 3 070 à 4 700 mm ;
- Châssis 4x4 Medium : 3 070 à 4 100 mm.

## Motorisations
Lancé en 2000 avec des moteurs Renault issus de la gamme Midliner, le Midlum passe à la rampe commune dès 2001.
À partir de 2006, pour répondre aux nouvelles normes Euro, il se voit doter de moteurs d'origine Deutz.
En 2009, les puissances sont revues à la hausse et les moteurs sont équipés de la technologie SCR (Selective Catalytic Reduction) avec réservoir d'AdBlue pour réduire les émissions d'oxyde d'azote (NOx) et passer la norme Euro 5.
Historique :
- Moteurs Renault MIDR norme Euro 2 (2000-2001) de 135 à 250 ch :
  - Renault Midlum 135 - MIDR 040226.ACE.A4 (L4 - 4,1 L)
  - Renault Midlum 150 - MIDR 040226.ACE.B4 (L4 - 4,1 L)
  - Renault Midlum 180 - MIDR 060226.ACE.V4 (L6 - 6,2 L)
  - Renault Midlum 210 - MIDR 060226.ACE.W4 (L6 - 6,2 L)
  - Renault Midlum 250 - MIDR 060226.ACE.Y4 (L6 - 6,2 L)

- Moteurs Renault dCi norme Euro 3 (2001-2006) de 150 à 270 ch :
  - Renault Midlum 150 - DCI 4BJ01 (L4 - 4,1 L)
  - Renault Midlum 180 - DCI 4BJ01 (L4 - 4,1 L)
  - Renault Midlum 220 - DCI 6WJ01 (L6 - 6,2 L)
  - Renault Midlum 270 - DCI 6ACJ01 (L6 - 6,2 L)

- Moteurs Deutz.AG TCD norme Euro 3/4/5 (2006-2009) de 160 à 280 ch :
  - Renault Midlum 160 - DXi-5 (L4 - 4,8 L)
  - Renault Midlum 190 - DXi-5 (L4 - 4,8 L)
  - Renault Midlum 220 - DXi-5 (L4 - 4,8 L)
  - Renault Midlum 240 - DXi-7 (L6 - 7,1 L)
  - Renault Midlum 280 - DXi-7 (L6 - 7,1 L)

- Moteurs Deutz.AG TCD norme Euro 5 (2009 et après) de 180 à 300 ch :
  - Renault Midlum 180 - DXi-5 (L4 - 4,8 L)
  - Renault Midlum 220 - DXi-5 (L4 - 4,8 L)
  - Renault Midlum 270 - DXi-7 (L6 - 7,1 L)
  - Renault Midlum 300 - DXi-7 (L6 - 7,1 L)

## Renault Midlum électrique

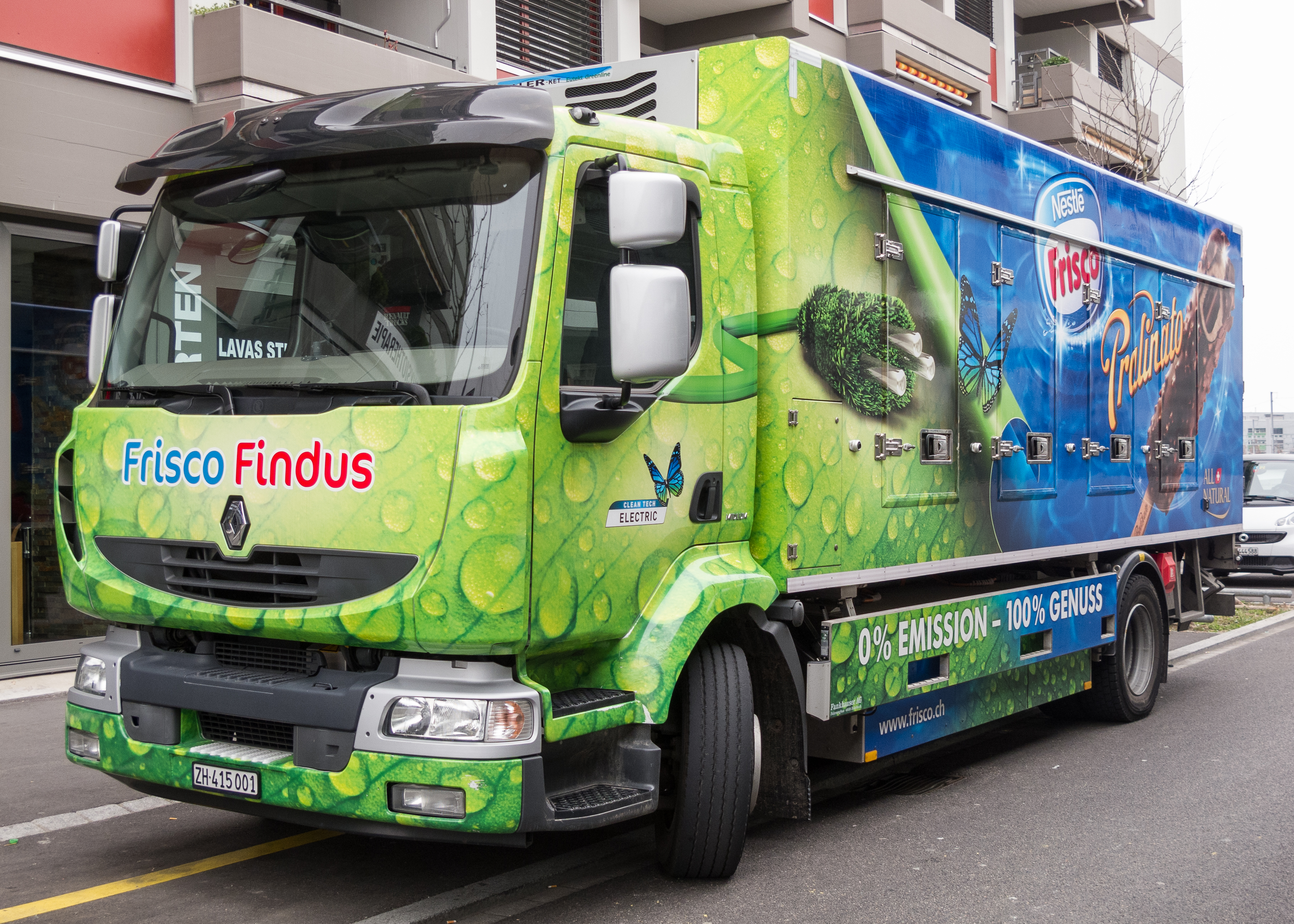
Renault Midlum Electric

En 2011, Renault Trucks met en circulation une version totalement électrique de son camion. Confié à l'entreprise STEF, il approvisionnera plusieurs établissements Carrefour de la région lyonnaise pendant un an afin de le tester. Il a été conçu en partenariat avec les sociétés PVI et IFP Énergies nouvelles.
Ce camion de 16 tonnes de PTAC dispose de 5,5 tonnes de charge utile, d'une puissance moteur de 103 kW, d'une autonomie de 100 kilomètres pour un temps de recharge de 8 heures. Il est le premier camion entièrement électrique au monde de ce gabarit à être exploité,.

## Galerie

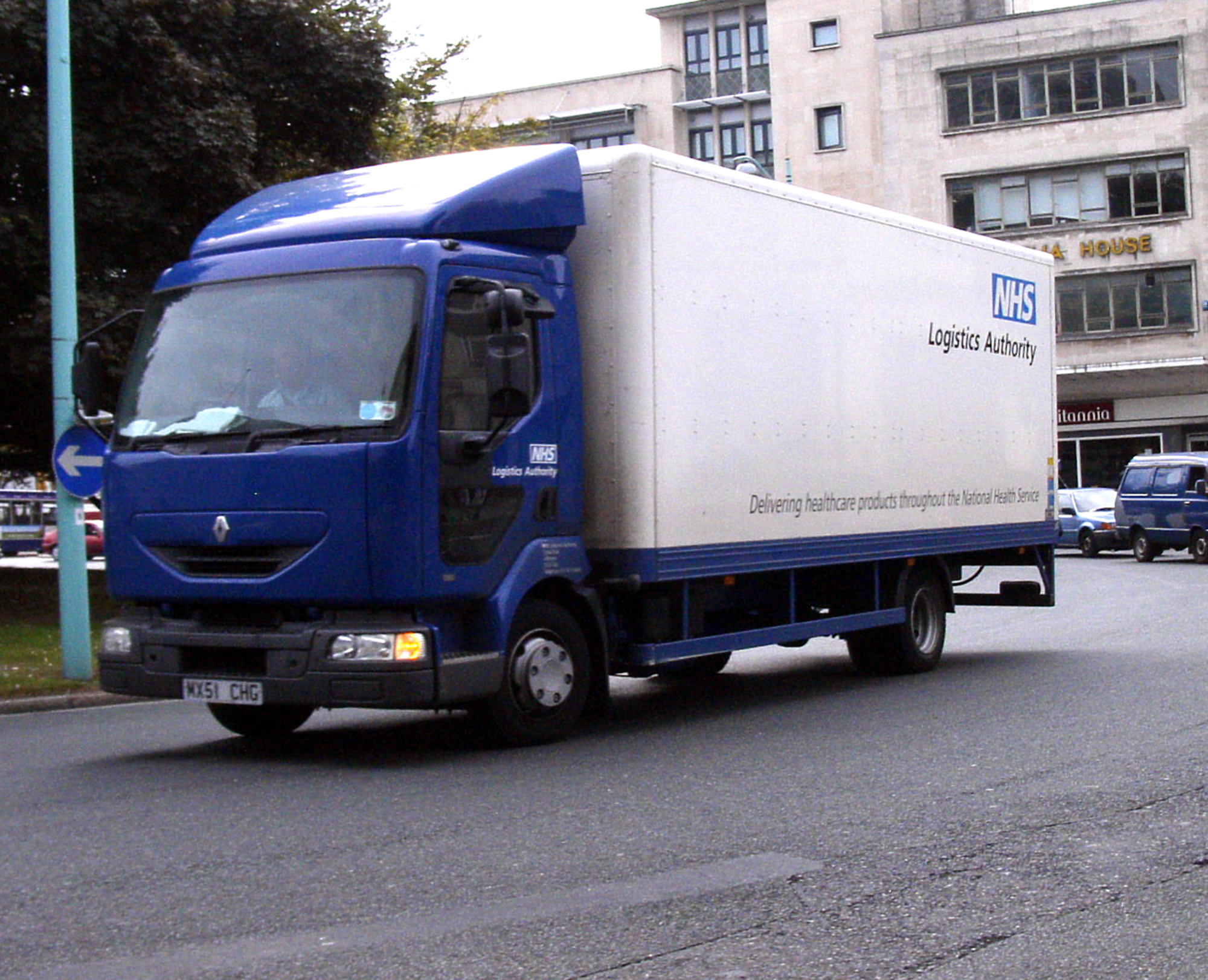
Midlum phase 1.
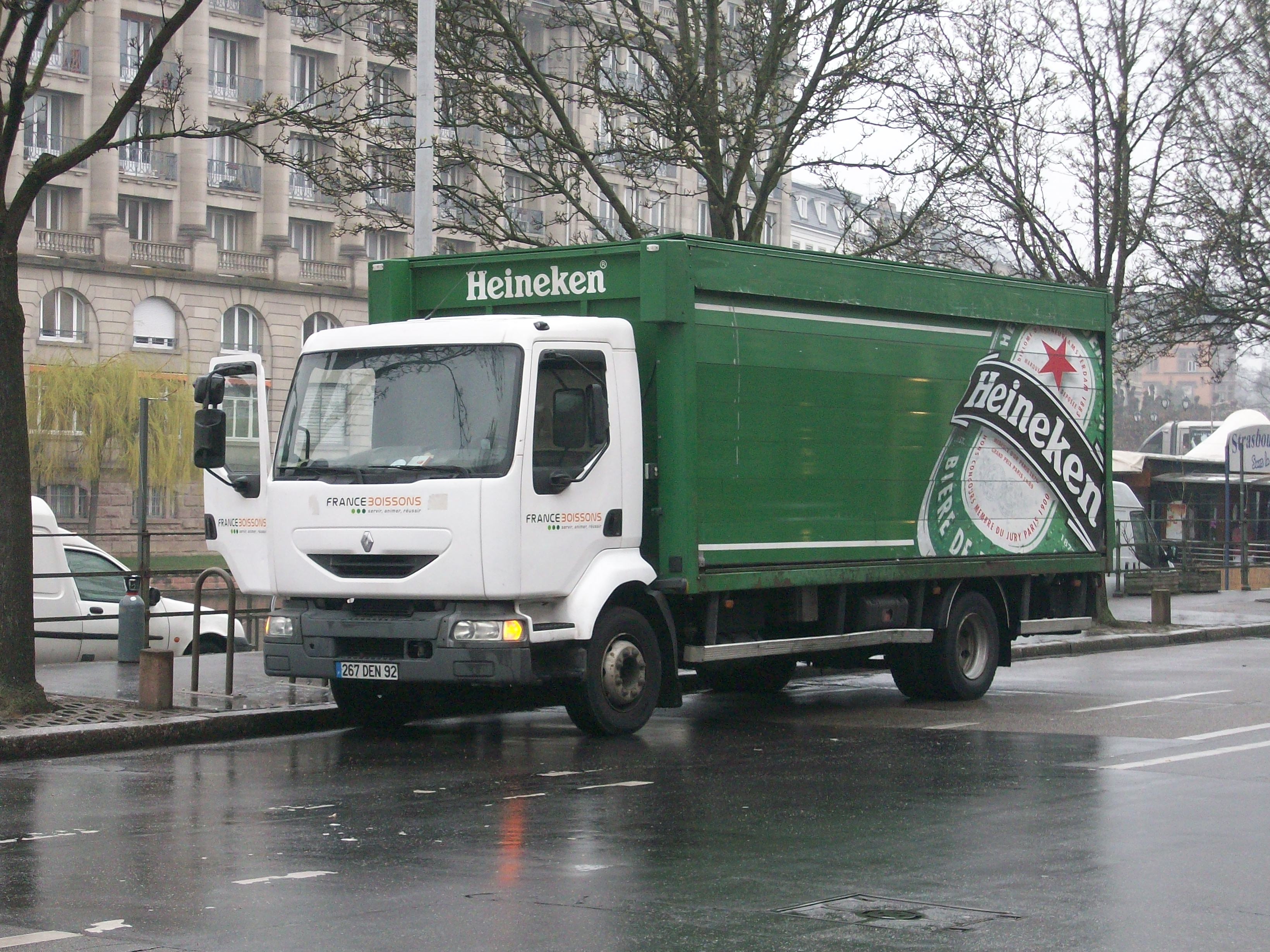
Midlum phase 1.
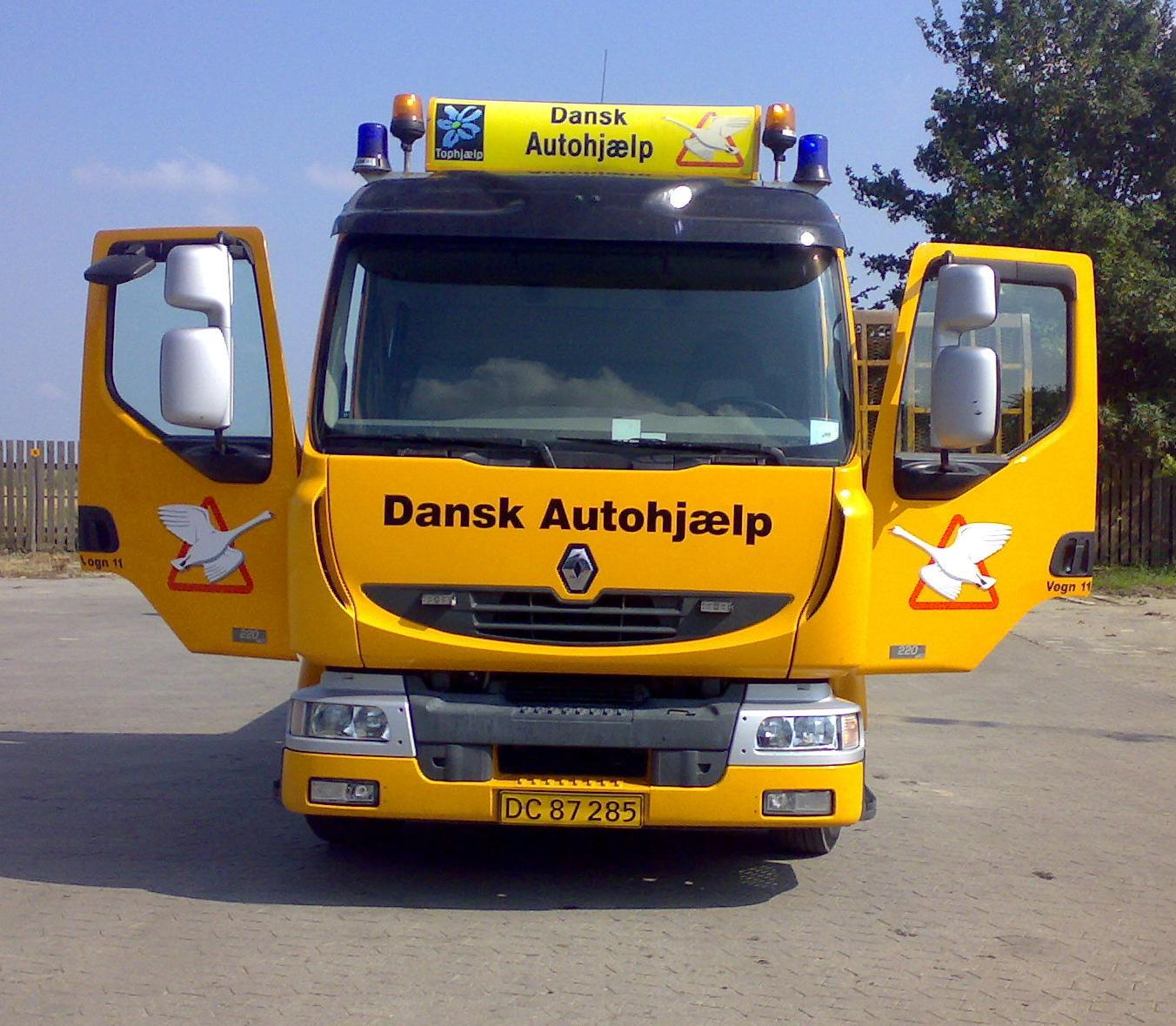
Midlum phase 2.
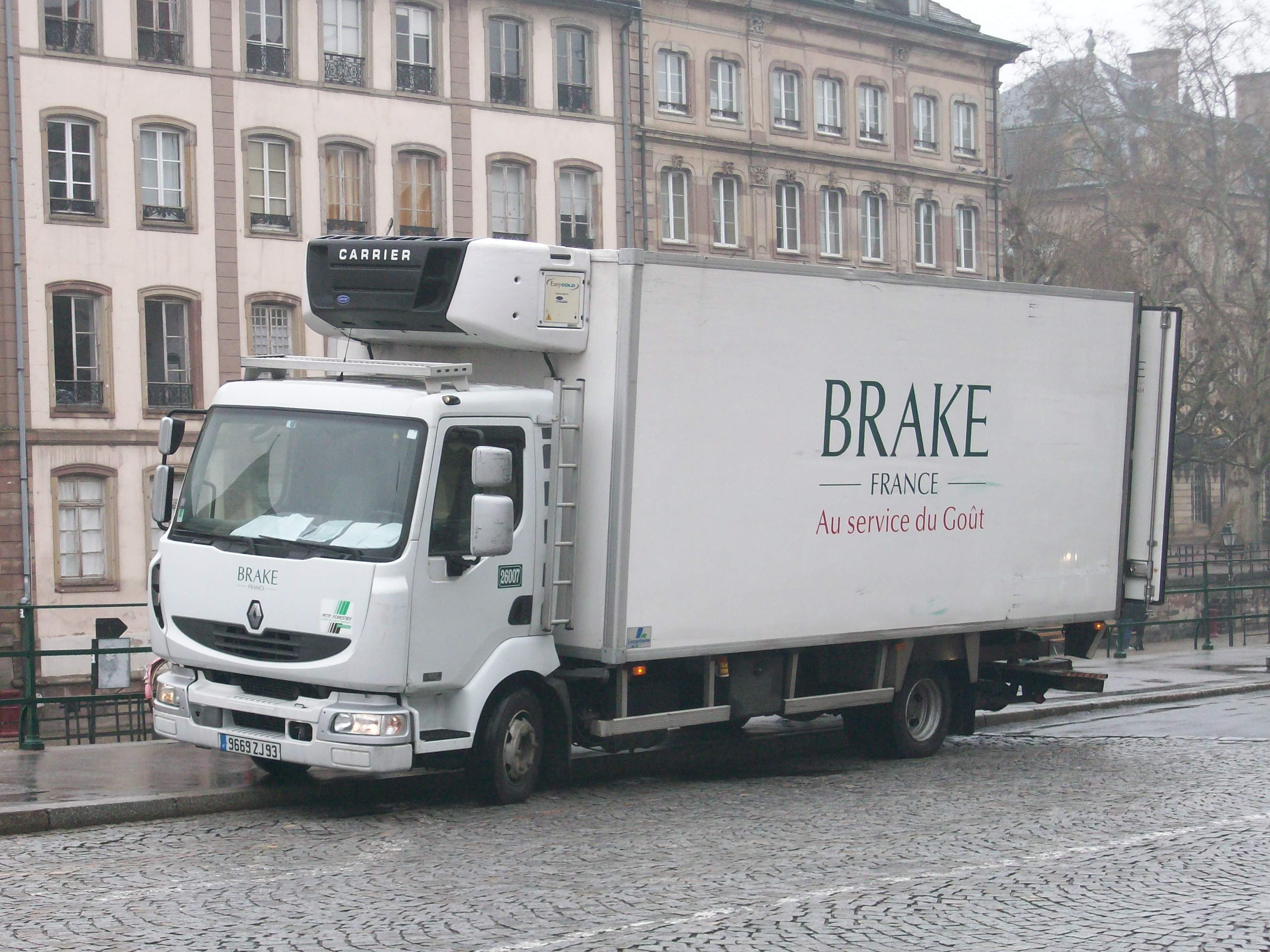
Midlum phase 2.
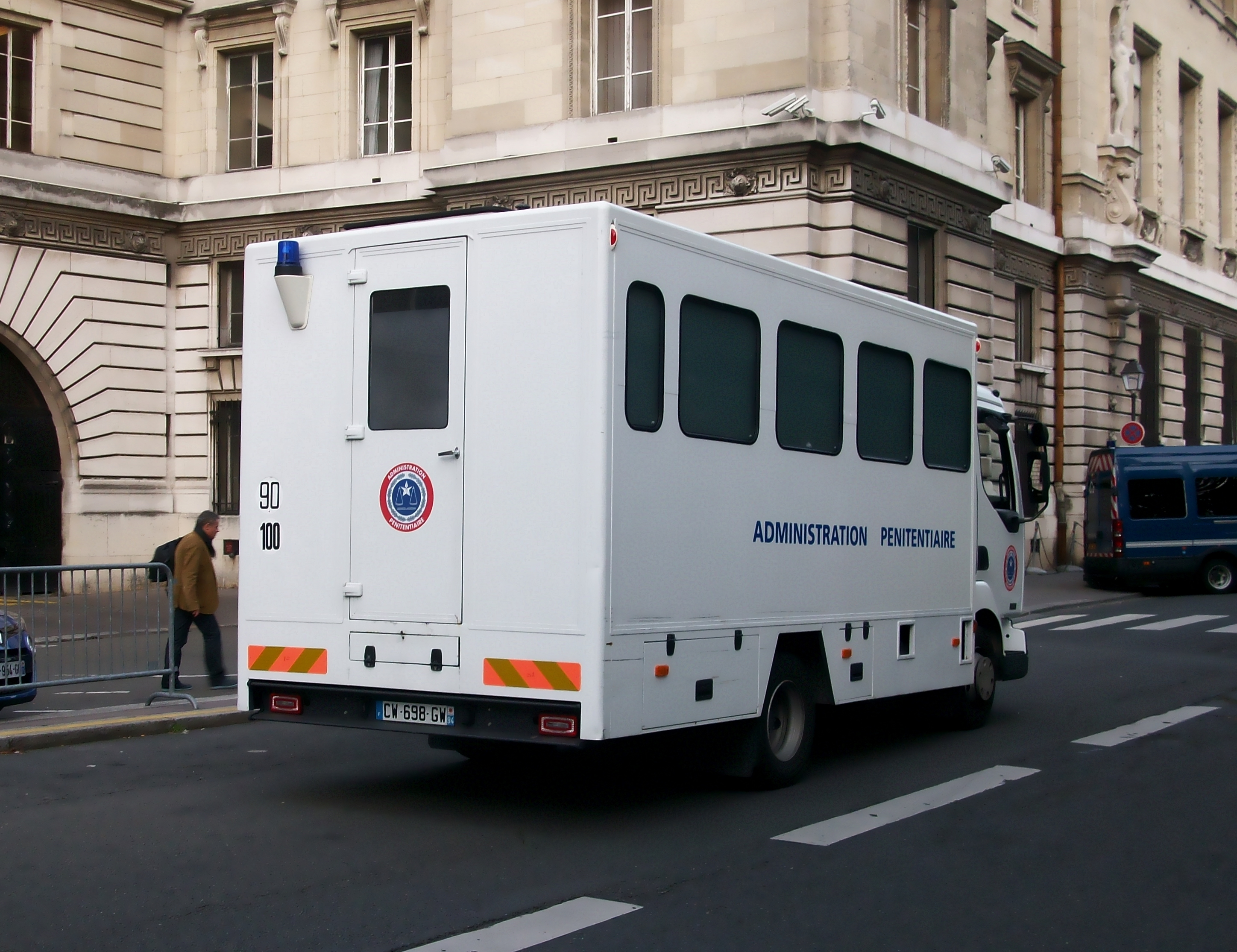
Midlum de l'Administration pénitentiaire à Paris en 2013.